# یواس‌اس روانوک (سی‌ال-۱۴۵)
یواس‌اس روانوک (سی‌ال-۱۴۵) (به انگلیسی: USS Roanoke (CL-145)) یک کشتی بود که طول آن ۶۷۹ فوت (۲۰۷ متر) بود. این کشتی در سال ۱۹۴۷ ساخته شد.